# Clusia opaca
Clusia opaca är en tvåhjärtbladig växtart som beskrevs av Bassett Maguire. Clusia opaca ingår i släktet Clusia och familjen Clusiaceae. Inga underarter finns listade i Catalogue of Life.